# Joseph Kamwendo
Joseph Kamwendo (Blantyre, 23 ottobre 1986) è un ex calciatore malawiano, di ruolo centrocampista.

## Palmarès

### Club

#### Competizioni nazionali
- Campionato della Repubblica Democratica del Congo: 2

TP Mazembe: 2013, 2014
- Supercoppa della Repubblica Democratica del Congo: 1

TP Mazembe: 2014